# فریتهیوف شوئون
فریتهیوف شوئون یا فریتیوف شوآن (به آلمانی: Frithjof Schuon) با نام اسلامیِ شیخ عیسی نورالدّین احمد (زادهٔ ۱۸ ژوئن ۱۹۰۷ - درگذشتهٔ ۵ مهٔ ۱۹۹۸)، اندیشمند حکیم، فیلسوف، نقّاش و شاعر اسلام‌شناس و دین پژوه معاصر اهل سوئیس با تبارِ آلمانی بود.

## زندگی
فریتهوف شووآن از پدر و مادری آلمانی‌تبار در شهر بازل سویس در ۱۸ ژوئن سال ۱۹۰۷ میلادی متولد شد. پدرش ویولون‌نواز کنسرت بود و در همان حال عمیقاً به حکمت ادیان الهی پایبند بود و از این رو در خانه آن‌ها نه تنها موسیقی، بلکه ادبیات و معنویت نیزحضوری محوری داشت. شووآن تا زمان مرگ پدرش در هنگامی که فرزندش فریتهوف جوان تنها سیزده سال داشت، در شهر بازل سوئیس به مدرسه رفت. بعد از مرگ پدر، چون مادرش از خانواده‌ای آلزاسی بود، مادر به همراه دو پسر نوجوانش، نزد خانواده‌اش در مول‌هاوز فرانسه، یا مولهاوزن به آلمانی بازگشت و به این ترتیب شووآن مجبور شد تابعیت فرانسوی داشته باشد. هر چند این امر سبب شد که وی به زبان فرانسه تسلط کامل پیدا کند و در نتیجه عمدهٔ آثار حکیمانهٔ خود را به زبان فرانسه به نگارش درآورد.
تحصیل و زندگی او در دو فرهنگ آلمان و فرانسه سبب شد بر این دو زبان تسلط پیدا کند. وی از دوره جوانی که در جستجوی حقیقت متافیزیکی بود، به خواندن کتاب‌های مقدس ادیان الهی از جمله قرآن، اوپانیشاد و بهگود گیتا گرایش پیدا کرد. در مدت زمانی که در مولهاوزن زندگی می‌کرد، با آثار فیلسوف و شرق‌شناس فرانسوی، رنه گنون، آشنا شد و این آشنایی، کشف و شهودهای عقلی وی را قوت بخشید و پشتوانه‌ای برای اصول متافیزیکی‌ای که در جستجوی‌شان بود، فراهم آورد. شووآن پس از یک سال و نیم خدمت در ارتش فرانسه به پاریس عزیمت کرد و در آنجا به عنوان طراح پارچه مشغول به کار شد و هم‌زمان با آن به یادگیری عربی پرداخت.
زندگی در پاریس این فرصت را نیز برایش فراهم کرد که خیلی بیشتر از گذشته، با جلوه‌های گوناگون هنر سنتی روبه‌رو شود، به ویژه جلوه‌های هنری مشرق‌زمین که از دوران جوانی علاقه شدیدی به آن‌ها داشت. این دوره آشنایی با دنیاهای سنتی با نخستین دیدار وی از الجزایر در سال ۱۹۳۲ کامل‌تر شد. پس از این سفر بود که با شیخ احمد العلوی معروف ملاقات کرد. در دومین سفر وی به شمال آفریقا در سال ۱۹۳۵، به الجزایر و مراکش رفت و در فاصله سال‌های ۱۹۳۸ و ۱۹۳۹ به مصر سفر کرد و در آنجا با رنه گنون ملاقات کرد. وی با گنون، ۲۰ سال مکاتبه داشت. پس از خدمت در ارتش فرانسه و رهایی از اسارت آلمانی‌ها، با کسب ملیت سوئیسی، چهل سال در آن کشور زیست.

شوئون دین را موضوعی اصلی و محوری در فرهنگ و تمدن بشری می‌داند و بر خلاف بعضی فلاسفه متجدد غربی برای آن احترامی بنیادین و اساسی قائل است. نیایش و ارتباط دائم با خدا برای وی رسالت اساسی انسان بر روی زمین است.

در طول سال‌های اقامت وی در سوئیس، پیوسته از جانب سالکین، دین پژوهان و اندیشمندان سراسر جهان مورد ملاقات قرار می‌گرفت. وی در سال ۱۹۴۹ ازدواج کرد. همسر وی یک سوئیسی ـ آلمانی بود که در فرانسه تحصیل کرده بود و علاوه بر علاقه‌مندی به دین و ماوراءالطبیعه، نقاش خوش‌ذوقی هم بود. وی به همراه همسرش به بسیاری جاها سفر کرد. در دیگر سفرهای خود به اندلس و مغرب رفت و در سال ۱۹۶۸ از خانه مریم مقدس در افسوس دیدار کرد. وی در سال ۱۹۸۰ به اتفاق همسرش به ایالات متحده مهاجرت کردند و تا سال ۱۹۹۸، زمان گذر از این عالم فانی و بازگشت به عالم باقی، به نیایش و نگارش ادامه داد.

## اندیشه
فریتهوف شووآن یکی از سرشناس‌ترین نمایندگان مکتب حکمت خالده می‌باشد و فیلسوفی است که در راستای گرایش متافیزیکی شانکارا و افلاطون از صاحب نظران ارزنده به‌شمار می‌آید. وی بیش از ۲۰ کتاب با موضوعات متافیزیک، معنویت و نژادی نوشته‌است. علاوه بر این، به‌طور منظم برای مجلات دین‌شناسی تطبیقی در اروپا و آمریکا مقالاتی نگاشته‌است. آثار شووآن در نوشته‌های پژوهشی و فلسفی بسیاری مورد نقد و بررسی قرار گرفته و تحسین دانشمندان و صاحب‌نظران این حوزه را برانگیخته‌است. تی. اس. الیوت دربارهٔ اولین کتاب وی، وحدت متعالی ادیان چنین نوشت: «این کتاب در زمینه مطالعه تطبیقی دین‌های شرقی و غربی، کار تحسین‌برانگیزی است.» رنه گنون، فیلسوف فرانسوی، و آناندا کوماراسوآمی، شرق‌شناس و استاد دانشگاه هاروارد، دیدگاه سنت‌باوری یا جاودان‌گرایی را در آغاز قرن بیستم مطرح کردند که اساس این دیدگاه برگرفته از آموزه‌های ساناتانا دارما در حکمت هندوست. این نظریه را اکهارت و افلاطون در دنیای مسیحی و مغرب زمین مدون کردند که در اسلام نیز به شکل عرفان و تصوف یافت می‌شود.

نخستین اثر وی کتابی است که با نام وحدت متعالی ادیان در سال ۱۹۴۷ به زبان فرانسه به نشر رسید. وی در این اثر تأکید می‌کند که هر دینی (مذهبی)، گذشته از معنای ظاهری آن، جنبه‌ای باطنی نیز دارد که امری ضروری، بنیادین و فراگیر است. چنین دیدگاهی، یکی از مشخصه‌های آثار شووآن است که علاوه بر آیین‌های مذهبی، دیدگاه‌های ژرفی دربارهٔ تاریخ، علم و هنر ارائه می‌کند. نخستین رویارویی وی با یک مُرابط که همراه با چند روستایی سنگالی، برای توضیح دربارهٔ فرهنگ‌شان به سوئیس آمده بودند، الهام‌بخش اصلی این اثر و نیز دیگر نوشته‌های وی بود. وقتی این مرد سنگالی با شوئون گفتگو می‌کرد، آن پیر، روی زمین دایره‌ای کشید و گفت: خدا در مرکز قرار دارد و همه راه‌ها به او منتهی می‌شوند.

این دین جاویدان است که وحدت درونی ادیان را تشکیل می‌دهد؛ نخست بازشناختن آنچه تجلی مستقیم الهی است و و سپس تمرکز اتحادبخش بر سمبول متجلی‌کننده حقیقت الهی. خداوند در قرآن کریم می‌فرمایند: «ولله السماء الحسنی فادعوه بها» و «ایاً ما تدعوا فله الاسما الحسنی». بر اساس تعالیم شووان، تعبیراین دو آیه این است که هر دینی تجلی یکی از نام‌های الهی است و اینکه هر کدام را بخوانید تفاوتی ندارد زیرا که هر کدام، از اسما حسنای او هستند.
شوئون می‌نویسد:
«یکی از کلیدها برای درک طبیعت حقیقی سرنوشت نهایی ما این واقعیت است که اشیا زمینی هرگز متناسب با برد واقعی عقل ما نیستند. این عقل برای مطلق ساخته شده، یا اصلاً وجود ندارد؛ در میان عقول این عالم تنها روح انسان است که توانایی ابژکتیویته را دارد، این به همراه می‌آورد ـ یا ثابت می‌کند ـ که تنها مطلق است که به عقل ما امکان می‌دهد تا تماماً بتواند آنچه را که می‌تواند، یا به تمامی آنچه را که هست باشد. اگر مطلق را ثابت کردن لازم یا مفید بود، مشخصهٔ ابژکتیو و ورای شخصی عقل انسانی به عنوان گواه کفایت می‌کرد، چون این عقل اثر انکارناپذیر اصلی نخستین است که اً روحانی صرف است، (اثر) واحدی بی‌نهایت است که مرکزی است دربرگیرندهٔ همه چیز، (اثر) ذاتی که در عین حال ورای همهٔ تعینات و تشبیه‌ها است (ترانساندانت Transcendent) ولی در ذات همه چیز حضور دارد چرا که هستی جمله چیزها تجلی ذات این اصل روحانی است (ایمانانت Immanent).
باید دانست که که حقیقت تام با خطی نامیرا در خود جوهر روح ما نوشته شده‌است؛ وحی‌های مختلف کاری جز این نمی‌کند مگر به درجات متفاوت بر حسب حالات، هسته‌ای از یقین‌ها را «متبلور سازند» یا «به آن فعلیت بخشند» که (این هسته) نه تنها در علم شامل الهی محفوظ است، بلکه در اثر انعکاس در هستهٔ «طبیعتاً فوق طبیعی» فرد، همچنین در (هسته‌ی) جمعیت قومی یا تاریخی یا در نوع انسانی خفته‌است». منظور از هسته‌ای از یقین‌های نهفته در ذات روح آدمی همان حقایق متافیزیکی اساسی است ودسترسی به آن‌ها به نحوی شهودی و خطاناپذیر، «عارف» و «روحانی» و «حکیم الهی» به معنای اصیل کلمه را میسر است؛ و این همان شناخت با چشم دل است که عارف را با موضوع شناخت متحد می‌سازد. سلوک معنوی زدودن موانع پیش راه این تحقق است که به واسطهٔ هبوط و گرایش‌های دنیوی چون زنگاری بر آینهٔ دل پرده افکنده‌اند.

می‌توان پرسید توانایی ابژکتیویته از کجا ناشی می‌شود؟ پاسخ این است که از همین‌جا که ما این مفهوم را داریم و آن را درک می‌کنیم. از همین نکته نیز نتیجه می‌شود که هیچ نسبی‌ای نمی‌تواند آن را محدود کند، چه اگر محدود می‌کرد خود این محدودیت سوبژکتیویته آن را تشکیل می‌داد. از این رو عقل توانایی درک مطلق را دارد و در درک مطلق است که تمامی آنچه را که می‌توانسته انجام داده‌است.

آن گونه که شوئون تعلیم می‌دهد، هر نظرگاه روحانی مفهومی از انسان را با مفهومی متناظر از خداوند در مقابل هم قرار می‌دهد. مثلاً اگر انسان توسط عقل تعریف شود، خداوند بر او چون «حقیقت» ظاهر می‌شود، یا به عبارتی دیگر:
«خداوند چون بخواهد از جنبهٔ «حقیقت» خود را اظهار کند، انسان را، از آن جهت که دارای موهبت عقل است، مورد خطاب قرار می‌دهد، درست همانگونه که انسان درمانده را مورد خطاب قرار می‌دهد تا رحمت خود را ظاهر سازد یا انسان را، از آن جهت که از موهبت ارادهٔ آزاد برخوردار است مورد خطاب قرار می‌دهد تا خود را چون قانونی که رستگاری می‌آورد ظاهر سازد».
ادلهٔ وجود خداوند و دین در خود انسان است. «من عرف نفسه فقد عرف ربه».
اگر طبیعت متعالی انسان درک شود، طبیعت وحی و دین و سنت نیز درک می‌شود؛ امکان آنها، ضرورت آن‌ها و حقیقت آن‌ها فهمیده می‌شود. با فهمیدن دین، نه در یک صورت خاص بلکه در ذات بی‌صورت آن، همه ادیان فهمیده می‌شوند؛ هم معنای آن‌ها و هم معنای تفاوت‌هایشان؛ این است ساحت عرفان، ساحت دین جاویدان، در این ساحت است که تناقضات بیرونی دگم‌ها تفسیر و حل می‌گردند.
«حقیقت تام با خطی نامیرا در خود جوهر روح ما نوشته شده» در اینجا بحث دربارهٔ نظریهٔ شناخت مطرح است. باید گفت که تنها و تنها نظریه شناخت سنتی است که عاری از هر گونه تناقض است و آن این است که حقیقت در جوهر روح ما نوشته شده. به عنوان شاهد قرآنی می‌توان از «علم آدم الاسما کلها» و «الست بربکم» یاد کرد. این نظریه همان است که افلاطون آن را «آموختن دوباره به خاطر آوردن است» می‌نامد.
از دیدگاه شوئون اراده امتداد عقل یا مکمل آن است و موضوعاتی که اراده معمولاً در پیش می‌گیرد، یا زندگی بر آن تحمیل می‌کند، مادون وسع تام آن می‌ماند؛ تنها «بعد الهی» است که پاسخگوی تشنگی اراده و عشق ما برای پُری می‌باشد. آنچه ارادهٔ ما را انسانی ـ و لذا آزاد ـ می‌سازد این واقعیت است که اراده ما متناسب با خداوند است؛ تنها در خداوند است که آن (اراده) از تمام قیود، بنابراین از هر چه طبیعتش را محدود می‌کند، آزاد می‌گردد».
مشابه آنچه دربارهٔ اراده صادق می‌باشد دربارهٔ نفس انسان نیز صادق است؛ نفس انسانی دلیلی بر وجود خداوند است چون با طبیعت الهی متناسب است و این تناسب از طریق همدردی، عشق و بدون چشم‌داشت و کرم و بنابراین در تحلیل نهایی، از طریق ابژکتیویته یا توانایی خروج از سوبژکتیویته و در نتیجه توانایی ورای خود رفتن حاصل می‌شود».
از دیدگاه شوئون «عملکرد اساسی عقل انسانی تمییز بین واقعی (Real) و موهومی (Illusory) یا بین مانا و گذرا است، و تصریح کرده‌است: عملکرد اساسی اراده تمسک به مانا یا واقعی است. این تمییز و این تمسک لب تمام معنویات می‌باشد؛ وقتی به حد اعلای خود گرفته شوند یا به محض‌ترین جوهر خود برگردانده شوند، این دو در هر میراث روحانی بزرگ انسانی، کلیت زیربنایی آن را تشکیل می‌دهند، این کلیت زیربنایی را می‌توان دین جاویدان (Religio Perennis) نامید. به این است و نه چیز دیگر که حکما پایبندند، البته ضرورتاً بر پایهٔ عناصری صوری که از طرف خداوند تشریع شده‌اند.
| گر صورتِ بی‌صورتِ معشوق ببینید |  | هم خواجه و هم خانه و هم کعبه شمایید |

## آثار و نوشته‌ها
- وحدت متعالی ادیان، ۱۹۵۳
- حقیقت آدمی و گستره معنوی، ۱۹۵۴
- عرفان دانش ابدی است، ۱۹۵۹
- زبان خود، ۱۹۵۹
- مقام حکمت، ۱۹۶۱
- شناخت اسلام، ۱۹۶۳
- پرتوی بر جهان‌های باستان، ۱۹۶۶
- گنج‌های بودا، ۱۹۶۸
- منطق و تعالی، ۱۹۷۵
- فلسفه اسلامی، ۱۹۷۶
- ابعاد اسلام، ۱۹۶۴
- سنت گرایی، ۱۹۸۱
- راه و مرام اخلاقی در اسلام، ۱۹۹۰
- نژادها و طبقات، ۱۹۵۹
- گوهر و صدف عرفان اسلامی، ۱۹۸۱
- از خدا تا انسان، ۱۹۸۲
- مسیحیت و اسلام، ۱۹۸۵
- آثار گوناگون فریتیوف شوئون، ۱۹۹۱
- نگاهی به چهره حقیقت، ۱۹۸۹
- خورشید پردار، ۱۹۹۰
- متافیزیک و سنت گرایی، ۱۹۸۶
- ریشه‌های وضع انسان، ۱۹۹۱
- زیبایی عرفان، ۱۹۹۲
- حکمت خالده، ۱۹۹۲
- نمایشنامه نقاب‌ها، ۱۹۹۲
- راهی به قلب، ۱۹۹۵
- تغییر آدمی، ۱۹۹۵
- چشم دل، ۱۹۹۷
- آهنگی برای زائر مقدس، ۲۰۰۲
- تطبیق و قیاس ادیان، ۲۰۰۲